# Chelaseius
Chelaseius es un género de ácaros perteneciente a la familia  Phytoseiidae.

## Especies
- Chelaseius austrellus (Athias-Henriot, 1967)
- Chelaseius brazilensis Denmark & Kolodochka, 1990
- Chelaseius caudatus Karg, 1983
- Chelaseius floridanus (Muma, 1955)
- Chelaseius freni Karg, 1976
- Chelaseius lativentris Karg, 1983
- Chelaseius schusterellus (Athias-Henriot, 1967)
- Chelaseius tundra (Chant & Hansell, 1971)
- Chelaseius valliculosus Kolodochka, 1987
- Chelaseius vicinus (Muma, 1965)